# Парушевски, Сандра
Сандра Парушевски (нем. Sandra Paruszewski; 3 ноября 1993, Баден-Вюртемберг, Германия) — немецкая спортсменка, борец вольного стиля, призёр чемпионатов Европы.

## Карьера
1 апреля 2022 года на чемпионате Европы в Будапеште в малом финале она победила Ангелину Лысак из Польши, став бронзовым призёром. 20 апреля 2023 года на чемпионате Европы в Загребе в схватке за 3 место она одолела Алёну Колесник из Азербайджана, второй раз подряд завоевав бронзу континентальных соревнований . 14 февраля 2024 года в Бухаресте она принимала участие на чемпионате Европы, где в первом круге уступив Анастасии Никите из Молдавии, вылетела из соревнований. 6 апреля 2024 года на Европейском квалификационном турнире в Баку ей удалось завоевать лицензию на летние Олимпийские игры 2024 в весовой категории до 57 кг.

## Достижения
- Чемпионат Европы по борьбе 2022 — ;
- Чемпионат Европы по борьбе 2023 — ;